# Nyons
Nyons je francouzská obec v departementu Drôme v regionu Auvergne-Rhône-Alpes. V roce 2011 zde žilo 6 791 obyvatel. Je centrem arrondissementu Nyons.

## Vývoj počtu obyvatel
Počet obyvatel 